# Achas que Sabes Dançar?
Achas que Sabes Dançar? foi um talent show transmitido pela SIC, baseado no original norte-americano da FOX, So You Think You Can Dance. Foi criado pelos produtores do também aclamado American Idol, cujo formato serviu de base para outro talent show português, Ídolos. A primeira edição estreou em maio de 2010, apresentada por João Manzarra. A segunda edição estreou depois de um intervalo de quase cinco anos, em abril de 2015, sendo apresentada por Diana Chaves e tendo como apresentadora de bastidores e diários Raquel Strada.

## Edições
| Edição | Estreia               | Final               | Concorrentes | Vencedor       | 2.º Lugar    | 3.º Lugar      | 4.º Lugar        | Apresentadores |
| ------ | --------------------- | ------------------- | ------------ | -------------- | ------------ | -------------- | ---------------- | -------------- |
| 1      | 30 de maio de 2010    | 25 de julho de 2010 | 20           | Marco Ferreira | João Lopes   | Kelly Nakamura | Mariana Paraízo  | João Manzarra  |
| 2      | 11 de janeiro de 2015 | 5 de abril de 2015  | 20           | Liliana Garcia | Vítor Duarte | Gonçalo Cabral | Carlota Carreira | Diana Chaves   |

## Apresentadores e Jurados
| Apresentador | Apresentador de diário e bastidores | Presidente do Júri | Jurado |

|                     | Edições |
| 1                   | 2       |
| João Manzarra       |         |
| Diana Chaves        |         |
| Raquel Strada       |         |
| César Augusto Moniz |         |
| Marina Frangioia    |         |
| Miguel Quintão      |         |
| Joaquín Cortés      |         |
| Rita Blanco         |         |
| Marco da Silva      |         |

## Sumário das Edições
| Edição | Ano  | Vencedor       | 2ºLugar      | 3ºLugar        | 4ºLugar          | Apresentação  | Bastidores                       | Júri                             | Júri             | Júri           |
| ------ | ---- | -------------- | ------------ | -------------- | ---------------- | ------------- | -------------------------------- | -------------------------------- | ---------------- | -------------- |
| 1      | 2010 | Marco Ferreira | João Lopes   | Kelly Nakamura | Mariana Paraízo  | João Manzarra | sem responsável pelos bastidores | César Augusto Moniz (Presidente) | Marina Frangioia | Miguel Quintão |
| 2      | 2015 | Liliana Garcia | Vítor Duarte | Gonçalo Cabral | Carlota Carreira | Diana Chaves  | Raquel Strada                    | Joaquín Cortés                   | Rita Blanco      | Marco Silva    |

## 1.ª edição

### Concorrentes

#### Top 10 Masculino
| Concorrente      | Idade | Localidade                   | Data de eliminação            | Classificação |
| ---------------- | ----- | ---------------------------- | ----------------------------- | ------------- |
| Marco Ferreira   | 23    | Santa Maria da Feira         | Gala Final                    | Vencedor      |
| João Lopes       | 20    | Benavente                    | Gala Final                    | 2.º Lugar     |
| Bruno Silva      | 28    | Vila Nova de Gaia            | 8ª Gala - 18 de Julho de 2010 | Top 6         |
| Ricardo Pereira  | 21    | Alhos Vedros                 | 7ª Gala - 11 de Julho de 2010 | Top 8         |
| Tiago Careto     | 21    | Oeiras                       | 6ª Gala - 4 de Julho de 2010  | Top 10        |
| Colin Vieira     | 22    | Madeira                      | 5ª Gala - 27 de Junho de 2010 | Top 12        |
| Márcio Salvador  | 22    | Santo António dos Cavaleiros | 4ª Gala - 20 de Junho de 2010 | Top 14        |
| Diogo Leal       | 19    | Póvoa de Varzim              | 3ª Gala - 13 de Junho de 2010 | Top 16        |
| Gleysson Moreira | 21    | Vila Nova de Santo André     | 2ª Gala - 6 de Junho de 2010  | Top 18        |
| Bruno Abreu      | 25    | Setúbal                      | 1ª Gala - 30 de Maio de 2010  | Top 20        |

#### Top 10 Feminino
| Concorrente     | Idade | Localidade             | Data de eliminação            | Classificação |
| --------------- | ----- | ---------------------- | ----------------------------- | ------------- |
| Kelly Nakamura  | 28    | Setúbal                | Gala Final                    | 3.º Lugar     |
| Mariana Paraízo | 21    | Mem Martins            | Gala Final                    | 4.º Lugar     |
| Rita "Spider"   | 26    | Lisboa                 | 8ª Gala - 18 de Julho de 2010 | Top 6         |
| Inês Afllalo    | 25    | Estoril                | 7ª Gala - 11 de Julho de 2010 | Top 8         |
| Tiffanie Jorge  | 28    | Lisboa                 | 6ª Gala - 4 de Julho de 2010  | Top 10        |
| Inês Carvalho   | 24    | Linda-a-Velha          | 5ª Gala - 27 de Junho de 2010 | Top 12        |
| Andreia Antunes | 24    | Vila Nova da Barquinha | 4ª Gala - 20 de Junho de 2010 | Top 14        |
| Melissa Freire  | 22    | Odivelas               | 3ª Gala - 13 de Junho de 2010 | Top 16        |
| Sofia Carneiro  | 27    | Carcavelos             | 2ª Gala - 6 de Junho de 2010  | Top 18        |
| Cátia Fonseca   | 20    | Póvoa de Varzim        | 1ª Gala - 30 de Maio de 2010  | Top 20        |

### Resultados
| Mulheres | Homens | Salvo Pelo Júri (SPJ) | Salvo Pelo Público (SPP) |

| Gala:            | 30/5      | 6/6       | 13/6      | 20/6      | 27/6      | 4/7       | 11/7      | 18/7      | 25/7      |           |           |           |           |           |           |           |           |           |           |           |           |           |
| Concorrente      | Resultado | Resultado | Resultado | Resultado | Resultado | Resultado | Resultado | Resultado | Resultado | Resultado | Resultado | Resultado | Resultado | Resultado | Resultado | Resultado | Resultado | Resultado | Resultado | Resultado | Resultado | Resultado |
| Marco Ferreira   |           |           |           |           |           |           |           |           | 1º Lugar  |           |           |           |           |           |           |           |           |           |           |           |           |           |
| João Lopes       |           |           | SPJ       |           | SPJ       |           |           | SPP       | 2º Lugar  |           |           |           |           |           |           |           |           |           |           |           |           |           |
| Kelly Nakamura   | SPJ       |           |           |           |           |           |           | SPP       | 3º Lugar  |           |           |           |           |           |           |           |           |           |           |           |           |           |
| Mariana Paraízo  | SPJ       | SPJ       |           |           | SPJ       |           |           |           | 4º Lugar  |           |           |           |           |           |           |           |           |           |           |           |           |           |
| Bruno Silva      | SPJ       |           |           |           |           |           | SPP       | Elim      |           |           |           |           |           |           |           |           |           |           |           |           |           |           |
| Rita “Spider     |           | SPJ       |           | SPJ       | SPJ       |           | SPP       | Elim      |           |           |           |           |           |           |           |           |           |           |           |           |           |           |
| Ricardo Pereira  |           |           | SPJ       | SPJ       |           | SPP       | Elim      |           |           |           |           |           |           |           |           |           |           |           |           |           |           |           |
| Inês Afllalo     |           |           |           |           |           | SPP       | Elim      |           |           |           |           |           |           |           |           |           |           |           |           |           |           |           |
| Tiago Careto     | SPJ       | SPJ       |           |           | SPJ       | Elim      |           |           |           |           |           |           |           |           |           |           |           |           |           |           |           |           |
| Tiffanie Jorge   |           |           | SPJ       | SPJ       |           | Elim      |           |           |           |           |           |           |           |           |           |           |           |           |           |           |           |           |
| Colin Vieira     |           | SPJ       |           | SPJ       | Elim      |           |           |           |           |           |           |           |           |           |           |           |           |           |           |           |           |           |
| Inês Carvalho    |           |           | SPJ       |           | Elim      |           |           |           |           |           |           |           |           |           |           |           |           |           |           |           |           |           |
| Márcio Salvador  |           |           |           | Elim      |           |           |           |           |           |           |           |           |           |           |           |           |           |           |           |           |           |           |
| Andreia Antunes  |           |           |           | Elim      |           |           |           |           |           |           |           |           |           |           |           |           |           |           |           |           |           |           |
| Diogo Leal       |           |           | Elim      |           |           |           |           |           |           |           |           |           |           |           |           |           |           |           |           |           |           |           |
| Melissa Freire   |           |           | Elim      |           |           |           |           |           |           |           |           |           |           |           |           |           |           |           |           |           |           |           |
| Gleysson Moreira |           | Elim      |           |           |           |           |           |           |           |           |           |           |           |           |           |           |           |           |           |           |           |           |
| Sofia Carneiro   |           | Elim      |           |           |           |           |           |           |           |           |           |           |           |           |           |           |           |           |           |           |           |           |
| Bruno Abreu      | Elim      |           |           |           |           |           |           |           |           |           |           |           |           |           |           |           |           |           |           |           |           |           |
| Cátia Fonseca    | Elim      |           |           |           |           |           |           |           |           |           |           |           |           |           |           |           |           |           |           |           |           |           |

### Galas

#### 1.ª Gala (Top 20) - 30 de Maio de 2010
O Top 20 actuou ao vivo, em televisão, no dia 30 de Maio de 2010. Nesta gala os concorrentes dançaram a pares, com um estilo de dança sorteado. Cada par teve um número de telefone para o voto do público. Os 3 pares menos votados pelo público (Mariana & Bruno Abreu, Cátia & Tiago, Kelly & Bruno Silva) tiveram de lutar pela sua vida no programa, com um solo de 30 segundos, que foi avaliado pelo júri. Os 2 concorrentes expulsos pelo júri foram a Cátia e o Bruno Abreu.
| Bailarinos/as         | Música                                                | Estilo        | Coreógrafo     |
| --------------------- | ----------------------------------------------------- | ------------- | -------------- |
| Top 20                | "Telephone" de Lady GaGa ft. Beyoncé                  |               |                |
| Sofia & Gleysson      | "Ring - a - Ling" de Black Eyed Peas                  | Hip Hop       | Simeon Qsyea   |
| Tiffanie & Diogo      | "El Carrito" de Carlos Oliva                          | Salsa         | Nuno & Vanda   |
| Inês Carvalho & João  | "Halo" de Beyoncé                                     | Jazz          | Pau Vazquez    |
| Mariana & Bruno Abreu | "(You Make Me Feel) A Natural Woman" de Mary J. Blige | Valsa         | Pedro Borralho |
| Rita & Colin          | "I Hope I Get It" de A Chorus Line                    | Broadway      | Pau Vazquez    |
| Melissa & Ricardo     | "Let's Get Loud" de Jennifer Lopez                    | Cha Cha Cha   | Nuno & Vanda   |
| Cátia & Tiago         | "Love Lost" de The Temper Trap                        | Contemporâneo | Daniel Cardoso |
| Andreia & Márcio      | "OMG" de Usher                                        | Hip Hop       | Simeon Qsyea   |
| Inês Afllalo & Marco  | "He´s a Pirate" de Piratas das Caraíbas               | Pasodoble     | Pedro Borralho |
| Kelly & Bruno Silva   | "Pushing Me Away" de Linkin Park                      | Contemporâneo | Daniel Cardoso |

#### 2.ª Gala (Top 18) - 6 de Junho de 2010
O Top 18 actuou ao vivo, em televisão, no dia 6 de Junho de 2010. Nesta gala os concorrentes dançaram a pares, com um estilo de dança sorteado. Cada par teve um número de telefone para o voto do público. Os 3 pares menos votados pelo público (Sofia & Gleysson, Rita & Colin, Mariana & Tiago) tiveram de lutar pela sua vida no programa, com um solo de 30 segundos, que foi avaliado pelo júri. Os 2 concorrentes expulsos pelo júri foram a Sofia e o Gleysson.
| Bailarinos/as        | Música                                                          | Estilo         | Coreógrafo      |
| -------------------- | --------------------------------------------------------------- | -------------- | --------------- |
| Top 18               | "Waka Waka (This Time For Africa)" de Shakira ft. Freshlyground |                |                 |
| Tiffanie & Diogo     | "Maneater" de Nelly Furtado                                     | Hip Hop Fusion | Bruno "Sky Fly" |
| Inês Afllalo & Marco | "It's Oh So Quiet" de Björk                                     | Contemporâneo  | Bernardo Gama   |
| Sofia & Gleysson     | "Más Que Nada" de Sérgio Mendes ft. Black Eyed Peas             | Samba          | João Tiago      |
| Andreia & Márcio     | "Mein Herr" de Cabaret                                          | Broadway       | René Vinther    |
| Kelly & Bruno        | "Feeling Good" dos Muse                                         | Rock Jazz      | René Vinther    |
| Inês Carvalho & João | "Retratamento" dos Da Weasel                                    | Hip Hop        | Bruno "Sky Fly" |
| Rita & Colin         | "El Tango de Roxanne" de Moulin Rouge                           | Tango          | João Tiago      |
| Melissa & Ricardo    | "Bad Romance" de Lady GaGa                                      | Contemporâneo  | Bernardo Gama   |
| Mariana & Tiago      | "Give It To Me Right" de Melanie Fiona                          | Jazz           | René Vinther    |

#### 3.ª Gala (Top 16) - 13 de Junho de 2010
O Top 16 actuou ao vivo, em televisão, no dia 13 de Junho de 2010. Nesta gala os concorrentes dançaram a pares, com um estilo de dança sorteado. Cada par teve um número de telefone para o voto do público. Os três pares menos votados pelo público (Tiffanie & Diogo, Inês Carvalho & João, Melissa & Ricardo) tiveram de lutar pela sua vida no programa, com um solo de 30 segundos, que foi avaliado pelo júri. Os 2 concorrentes expulsos pelo júri foram a Melissa e o Diogo.
| Bailarinos/as        | Música                                          | Estilo        | Coreógrafo      |
| -------------------- | ----------------------------------------------- | ------------- | --------------- |
| Top 16               | "Hot N Cold" de Katy Perry                      |               |                 |
| Kelly & Bruno        | "I Know You Want Me" de Pitbull                 | Hip Hop       | Bruno "Sky Fly" |
| Melissa & Ricardo    | "Still In Love (Kissing You) de Beyoncé         | Jazz          | Pau Vazquez     |
| Inês Carvalho & João | "Give It 2 Me" de Madonna                       | Pop Jazz      | Pau Vazquez     |
| Mariana & Tiago      | "Stickwitu" das Pussycat Dolls                  | Rumba         | João Tiago      |
| Rita & Colin         | "Great Balls Of Fire" de Jerry Lee Lewis        | Rock And Roll | João Tiago      |
| Andreia & Márcio     | "Empire State Of Mind" de Jay-Z ft. Alicia Keys | Hip Hop       | Bruno "Sky Fly" |
| Inês Afllalo & Marco | "Apologize" de Timbaland & One Republic         | Lyrical       | René Vinther    |
| Tiffanie & Diogo     | "I Wanna Be Loved By You" de Marilyn Monroe     | Slow Fox      | João Tiago      |

#### 4.ª Gala (Top 14) - 20 de Junho de 2010
O Top 14 actuou ao vivo, em televisão, no dia 20 de Junho de 2010. Nesta gala os concorrentes dançaram a pares, com um estilo de dança sorteado. Cada par teve um número de telefone para o voto do público. Os 3 pares menos votados pelo público (Andreia & Márcio, Tiffanie & Ricardo, Rita & Colin) tiveram de lutar pela sua vida no programa, com um solo de 30 segundos, que foi avaliado pelo júri. Os dois concorrentes expulsos pelo júri foram a Andreia e o Márcio.
| Bailarinos/as        | Música                                    | Estilo        | Coreógrafo      |
| -------------------- | ----------------------------------------- | ------------- | --------------- |
| Top 14               | "Relax" de Frankie Goes To Hollywood      |               |                 |
| Andreia & Márcio     | "Mercy" de Duffy                          | Contemporâneo | Simeon Qsyea    |
| Rita & Colin         | "Fever" de Beyoncé                        | Jazz          | Pau Vazquez     |
| Tiffanie & Ricardo   | "Knock On Wood" de Amii Stewart           | Disco         | Tatiana         |
| Mariana & Tiago      | "Bleeding Love" de Leona Lewis            | Hip Hop       | Bruno "Sky Fly" |
| Kelly & Bruno        | "Lady Marmalade" de Moulin Rouge          | Broadway      | Pau Vazquez     |
| Inês Afllalo & Marco | "Rock You Like a Hurricane" dos Scorpions | Jazz Fusion   | Pau Vazquez     |
| Inês Carvalho & João | "Footlose" de Footlose                    | Jive          | Pedro Borralho  |

#### 5.ª Gala (Top 12) - 27 de Junho de 2010
O Top 12 actuou ao vivo, em televisão, no dia 27 de Junho de 2010. Nesta gala os concorrentes dançaram a pares, com um estilo de dança sorteado. Cada par teve um número de telefone para o voto do público. Os 3 pares menos votados pelo público (Rita & Colin, Inês Carvalho & João, Mariana & Tiago) tiveram de lutar pela sua vida no programa, com um solo de 30 segundos, que foi avaliado pelo júri. Os 2 concorrentes expulsos pelo júri foram a Inês Carvalho e o Colin.
| Bailarinos/as        | Música                                                        | Estilo        | Coreógrafo     |
| -------------------- | ------------------------------------------------------------- | ------------- | -------------- |
| Top 12               | "You Can't Stop The Beat" de Hairspray                        |               |                |
| Top 6 Masculino      | "Whatcha Say" de Jason Derulo                                 | Hip Hop       | Miguel "Xinês" |
| Top 6 Feminino       | "Jai Ho (You Are My Destiny)" de A.R. Rahman & Pussycat Dolls | Bollywood     | Diana Rêgo     |
| Inês Carvalho & João | "Wanna Love You" de Akon                                      | Hip Hop       | Miguel "Xinês" |
| Mariana & Tiago      | "Maniac" de Michael Sembello (Flashdance)                     | Jazz          | Pau Vazquez    |
| Inês Afllalo & Marco | "Fix You" de Coldplay                                         | Contemporâneo | Daniel Cardoso |
| Tiffanie & Ricardo   | "Funhouse" de P!nk                                            | Pop Jazz      | René Vinther   |
| Rita & Colin         | "You'll Follow Me Down" de Skunk Anansie                      | Contemporâneo | Daniel Cardoso |
| Kelly & Bruno        | "Crazy In Love" de Beyoncé                                    | Pop Jazz      | Pau Vazquez    |

#### 6.ª Gala (Top 10) - 4 de Julho de 2010
O Top 10 actuou ao vivo, em televisão, no dia 4 de Julho de 2010. Nesta gala os concorrentes dançaram 2 coreografias a pares e 1 solo (30 segundos), com um estilo de dança sorteado nas coreografias de par. Cada concorrente teve um número de telefone para o voto do público, apesar de terem dançado a solo e a pares. Os 4 concorrentes menos votados pelo público (Inês, Tiffanie, Ricardo, Tiago) foram sujeitos apenas à votação do público, sendo eliminados os 2 bailarinos (masculino e feminino) menos votados. Os 2 concorrentes expulsos pelo público foram a Tiffanie e o Tiago. 
Nota: A partir desta gala, é o público que decide quem é eliminado, e os pares são sorteados a cada semana.
| Bailarinos/as    | Música                                    | Estilo         | Coreógrafo     |
| ---------------- | ----------------------------------------- | -------------- | -------------- |
| Inês & Tiago     | "I Got You" de Leona Lewis                | Jazz           | Pau Vazquez    |
| Inês & Tiago     | "Dies Irae" de Karl Jenkins (Matrix)      | Pasodoble      |                |
| Rita & Marco     | "Iris" dos Goo Goo Dolls                  | Contemporâneo  | Daniel Cardoso |
| Rita & Marco     | "No Air" de Jordin Sparks ft. Chris Brown | Hip Hop Fusion |                |
| Tiffanie & Bruno | "Don't Stop The Music" de Rihanna         | Hip Hop        |                |
| Tiffanie & Bruno | "Hero" de Enrique Iglesias                | Rumba          |                |
| Kelly & Ricardo  | "Cell Block Tango" de Chicago             | Broadway       |                |
| Kelly & Ricardo  | "I'm Yours" de Jason Mraz                 | Contemporâneo  |                |
| Mariana & João   | "Sweet Dreams" de Beyoncé                 | Pop Jazz       |                |
| Mariana & João   | "I Don't Believe You" de P!nk             | Lyrical        |                |

#### 7.ª Gala (Top 8) - 11 de Julho de 2010
O Top 8 actuou ao vivo, em televisão, no dia 11 de Julho de 2010. Nesta gala os concorrentes dançaram 2 coreografias a pares e 1 solo (30 segundos), com um estilo de dança sorteado nas coreografias de par. Cada concorrente teve um número de telefone para o voto do público, apesar de terem dançado a solo e a pares. Os 4 concorrentes menos votados pelo público (Rita, Inês, Ricardo, Bruno) foram sujeitos apenas à votação do público, sendo eliminados os 2 bailarinos (masculino e feminino) menos votados. Os 2 concorrentes expulsos pelo público foram a Inês e o Ricardo.
| Bailarinos/as   | Música                                          | Estilo         | Coreógrafo |
| --------------- | ----------------------------------------------- | -------------- | ---------- |
| Inês & Bruno    | "If I Were a Boy" de Beyoncé                    | Lyrical        |            |
| Inês & Bruno    | "Santa Maria (Del Buen Ayre)" dos Gotan Project | Tango          |            |
| Mariana & Marco | "Good Golly Miss Molly" de Little Richard       | Rock And Roll  |            |
| Mariana & Marco | "You Found Me" dos The Fray                     | Contemporâneo  |            |
| Kelly & João    | "Just Dance" de Lady GaGa ft. Colby O'Donis     | Cha Cha Cha    |            |
| Kelly & João    | "Closer" de Ne-Yo                               | Hip Hop Fusion |            |
| Rita & Ricardo  | "Cry Me A River" de Justin Timberlake           | Hip Hop        |            |
| Rita & Ricardo  | "You've Got The Love" de Florence+The Machine   | Contemporâneo  |            |

#### 8.ª Gala (Top 6) - 18 de Julho de 2010
O Top 6 actuou ao vivo, em televisão, no dia 18 de Julho de 2010. Nesta gala os concorrentes dançaram 2 coreografias a pares e 1 solo (30 segundos), com um estilo de dança sorteado nas coreografias de par. Cada concorrente teve um número de telefone para o voto do público, apesar de terem dançado a solo e a pares. Os 4 concorrentes menos votados pelo público (Kelly, Rita, Bruno, João) foram sujeitos apenas à votação do público, sendo eliminados os 2 bailarinos (masculino e feminino) menos votados. Os 2 concorrentes expulsos pelo público foram a Rita e o Bruno.
| Bailarinos/as  | Música                                             | Estilo        | Coreógrafo |
| -------------- | -------------------------------------------------- | ------------- | ---------- |
| Top 6          | "Tetsujin" de Juno Reactor & Don Davis             |               |            |
| Kelly & Bruno  | "Hot Honey Rag" de Chicago                         | Quickstep     |            |
| Kelly & Bruno  | "My Life Would Suck Without You" de Kelly Clarkson | Jazz          |            |
| Mariana & João | "Unfaithful" de Rihanna                            | Lyrical       |            |
| Mariana & João | "Cabaret" de Liza Minelli                          | Broadway      |            |
| Rita & Marco   | "Use Somebody" de Kings Of Leon                    | Contemporâneo |            |
| Rita & Marco   | "Mare" de Black Eyed Peas                          | Hip Hop       |            |

#### 9.ª Gala (Top 4)-Grande final- 25 de Julho de 2010
O Top 4 actuou ao vivo, em televisão, no dia 25 de Julho de 2010, a Grande Final. Nesta gala os concorrentes dançaram três coreografias a pares e um solo (30 segundos), com um estilo de dança sorteado nas coreografias de par. Nesta última gala houve várias inovações: os dois rapazes dançaram juntos uma coreografia de par, as raparigas dançaram juntas uma coreografia de par e o Top 20 regressou para dar outro sabor à noite. Cada concorrente teve um número de telefone para o voto do público, apesar de terem dançado a solo e a pares. Os 4 grandes finalistas foram sujeitos apenas à votação do público, tendo sido o Marco Ferreira o grande vencedor da 1.ª edição de "Achas Que Sabes Dançar?", levando para casa a bolsa de estudo em Nova Iorque e o título de bailarino preferido dos portugueses.
| Bailarinos/as           | Música                              | Estilo        | Coreógrafo |
| ----------------------- | ----------------------------------- | ------------- | ---------- |
| Top 20                  | "Hung Up" de Madonna                |               |            |
| Top 20, Júri & Manzarra | "Fame" de Irene Cara (Fame)         |               |            |
| Top 4                   | "Sing Sing Sing" de Bob Fosse       |               |            |
| Kelly & Marco           | "Carmina Burana" de Carl Orff       | Pasodoble     |            |
| Kelly & João            | "Meo Suo i Eyrum" de Sigur Ros      | Lyrical       |            |
| Mariana & Marco         | "Clocks" de Coldplay                | Contemporâneo |            |
| Mariana & João          | "Father Figure" de George Michael   | Rumba         |            |
| Kelly & Mariana         | "One" de A Chorus Line              | Broadway      |            |
| João & Marco            | "Rock Your Body" de Black Eyed Peas | Hip Hop       |            |

## 2.ª edição

### Concorrentes

#### Top 10 Masculino
| Concorrente     | Idade | Localidade      | Data de eliminação | Classificação |
| --------------- | ----- | --------------- | ------------------ | ------------- |
| Vítor Duarte    | 27    | Matosinhos      | Gala Final         | 2.º Lugar     |
| Gonçalo Cabral  | 24    | Lisboa          | Gala Final         | 3.º Lugar     |
| Fausto de Sousa | 28    | Lisboa          | 8ª Gala            | Top 6         |
| Fábio Januário  | 26    | Sintra          | 7ª Gala            | Top 8         |
| Paulo Aguiar    | 26    | Matosinhos      | 6ª Gala            | Top 10        |
| Gonçalo Pinela  | 22    | Alcácer do Sal  | 5ª Gala            | Top 12        |
| Vadim Potapov   | 27    | Valongo         | 4ª Gala            | Top 14        |
| Ivanoel Tavares | 21    | Setúbal         | 3ª Gala            | Top 16        |
| Ivo da Fonte    | 23    | Lisboa/Portimão | 2ª Gala            | Top 18        |
| Tiago Careto    | 25    | Oeiras          | 1ª Gala            | Top 20        |

#### Top 10 Feminino
| Concorrente        | Idade | Localidade      | Data de eliminação | Classificação |
| ------------------ | ----- | --------------- | ------------------ | ------------- |
| Liliana Garcia     | 25    | Porto           | Gala Final         | Vencedora     |
| Carlota Carreira   | 20    | Lisboa          | Gala Final         | 4.º Lugar     |
| Catarina Lima      | 26    | Póvoa de Varzim | 8ª Gala            | Top 6         |
| Inês Gameiro       | 24    | Pombal          | 7ª Gala            | Top 8         |
| Carla Ferreira     | 25    | Porto           | 6ª Gala            | Top 10        |
| Joana de Lima      | 29    | Porto           | 5ª Gala            | Top 12        |
| Susana Maia        | 29    | Oeiras          | 4ª Gala            | Top 14        |
| Albertina Costa    | 26    | Porto           | 3ª Gala            | Top 16        |
| Maria Antunes      | 18    | Lisboa          | 2ª Gala            | Top 18        |
| Cristina Ungureanu | 21    | Montijo         | 1ª Gala            | Top 20        |